# Muratto
Muratto är en udde i Antarktis. Den ligger i Västantarktis. Argentina, Chile och Storbritannien gör anspråk på området.
Terrängen inåt land är platt åt nordost, men åt nordväst är den kuperad. Havet är nära Muratto åt sydväst. Trakten är obefolkad. Det finns inga samhällen i närheten.